# Académie Scandinave
Académie Scandinave war eine private Kunstakademie, die zwischen 1919 und 1935 in Paris existierte.

## Geschichte
Um nach dem Ersten Weltkrieg Künstlern aus Skandinavien ein Forum zu bieten, gründete die schwedische Bildhauerin Lena Börjeson zusammen mit dem schwedischen Maler Gunnar Cederschiöld und einigen anderen Künstlern 1919 in Paris die Académie Scandinave. Cederschiöld vertrat dabei die Kunstakademie als Präsident und Börjeson fungierte als Geschäftsführerin. Obwohl verschiedene Kurse angeboten wurden, waren die Hauptfächer Malerei und Bildhauerei.
Die Akademie etablierte sich im Maison Watteau in der Rue Jules-Chaplain (6. Arrondissement). Der Gedanke, nordischen Künstlern eine Studienmöglichkeit zu geben, stand zwar im Vordergrund, Künstler aus anderen Ländern wurden aber nicht abgelehnt. 1933 übernahm der schwedische Botschafter Albert Ehrensvärd die Schirmherrschaft, der noch im selben Jahr Prinz Eugen von Schweden für dieselbe Aufgabe gewinnen konnte.
Cederschiöld und Börjeson reagierten auf die sich ändernde politische Lage und schlossen 1935 ihre Akademie. In Stockholm eröffnete Börjeson dann mit der Lena Börjeson Skulpturskola eine Art Nachfolgeinstitution; die Otte Skölds Målarskola von Otte Sköld steht ebenfalls in dieser Nachfolge.

## Dozenten (Auswahl)
| - Paul Cornet (1892–1977), Bildhauer - Louis Dejean (1872–1954), Bildhauer - Charles Despiau (1874–1946), Bildhauer | - Charles Dufresne (1876–1938), Maler - Othon Friesz (1879–1949), Maler - Marcel Gromaire (1892–1971), Maler | - Charles Edmond Kayser (1882–1965), Maler - André Lhote (1885–1962), Bildhauer und Maler - Henry de Waroquier (1881–1970), Maler |

## Schüler (Auswahl)
| - Ville Aarseth (1899–1985), Bildhauer und Maler - Graciela Aranis (1908–1996), Malerin - Emmanuel Auricoste (1908–1995), Bildhauer - Lena Börjeson (1879–1976), Bildhauerin - Gunnar Cederschiöld (1887–1949), Maler - René-Jean Clot (1913–1996), Maler - Jacques Despierre (1912–1995), Maler - Elisabeth Dored (1908–1972), Malerin - Adam Fischer (1888–1968), Bildhauer - Raquel Forner (1902–1988), Malerin - Thoralf Gjesdal (1903–1963), Maler - Joachim Grøgaard (1902–1973), Maler - Francis Gruber (1912–1948), Maler | - Egil Iveland (1903–1968), Maler - Per Krohg (1889–1965), Maler - Lizzi Getz Lange (1908–1983), Malerin - Charles Leplae (1903–1961), Bildhauer - Johan Lie-Gjemre (1902–1991), Maler - Esther Matossi (1906–1979), Bildhauerin - John McNairn (1911–2009), Maler - Willi Midelfart (1904–1975), Maler - Vilna Jorgen Morpurgo (1900–1975), Bildhauerin - Staffan Norlind (1909–1978), Maler - Sigfrid Ørstad (1889–1984), Bildhauerin - Edvin Öhström (1906–1994), Bildhauer - Åke Pernby (1902–1981), Maler - Martha Præsttun (1909–), Bildhauerin | - Inés Puyó (1906–1996), Malerin - Tor Refsum (1894–1981), Maler - Johannes Rian (1891–1981), Maler - René Rossi (1909–1982), Bildhauer - Alfhild Skau (1899–), Malerin - Otte Sköld (1894–1958), Maler - Thorvald Slettebak (1906–1987), Maler - Henrik Sørensen (1882–1962), Maler - Håkon Stenstadvold (1912–1977), Maler - Aage Storstein (1900–1983), Maler - Maria Helena Vieira da Silva (1908–1992), Malerin - Heini Waser (1913–2008), Maler - Gunnar Wefring (1900–1981), Maler |